# Andy Rinomhota
Andrew Farai Rinomhota, detto Andy (Leeds, 21 aprile 1997) è un calciatore zimbabwese con cittadinanza britannica, centrocampista del Cardiff City.

## Caratteristiche tecniche
È un centrocampista centrale.

## Carriera

### Club
Cresciuto nel settore giovanile del Portchester, è stato scovato dagli osservatori del Reading al termine della stagione 2014-2015 dove ha segnato 10 reti in 30 presenze nella Wessex Football League.
Aggregato alle giovanili fino al 2017, ha esordito fra i professionisti l'8 agosto disputando l'incontro di Coppa di Lega vinto 2-0 contro il Gillingham.

### Nazionale
Nel 2023 ha esordito in nazionale.

## Statistiche
Statistiche aggiornate al 16 gennaio 2020.

### Presenze e reti nei club
| Stagione        | Squadra         | Campionato      | Campionato | Campionato | Coppe nazionali | Coppe nazionali | Coppe nazionali | Coppe continentali | Coppe continentali | Coppe continentali | Altre coppe | Altre coppe | Altre coppe | Totale | Totale | Totale |
| Stagione        | Squadra         | Comp            | Pres       | Reti       | Comp            | Pres            | Reti            | Comp               | Pres               | Reti               | Comp        | Pres        | Reti        | Pres   | Reti   |        |
| --------------- | --------------- | --------------- | ---------- | ---------- | --------------- | --------------- | --------------- | ------------------ | ------------------ | ------------------ | ----------- | ----------- | ----------- | ------ | ------ | ------ |
| 2017-2018       | Reading         | FLC             | 0          | 0          | FACup+CdL       | 0+1             | 0               |                    | -                  | -                  |             | -           | -           | 31     | 1      |        |
| 2018-2019       | Reading         | FLC             | 26         | 1          | FACup+CdL       | 1+1             | 0               |                    | -                  | -                  |             | -           | -           | 26     | 1      |        |
| 2019-2020       | Reading         | FLC             | 23         | 0          | FACup+CdL       | 2+3             | 0               |                    | -                  | -                  |             | -           | -           | 23     | 0      |        |
| Totale carriera | Totale carriera | Totale carriera | 49         | 1          |                 | 8               | 0               |                    | -                  | -                  |             | -           | -           | 57     | 1      |        |

## Palmarès

### Club

#### Competizioni regionali
- Wessex Football League Cup: 1

Portchester: 2014-2015